# Longfier-Chartié

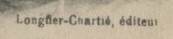
Logo de l'éditeur

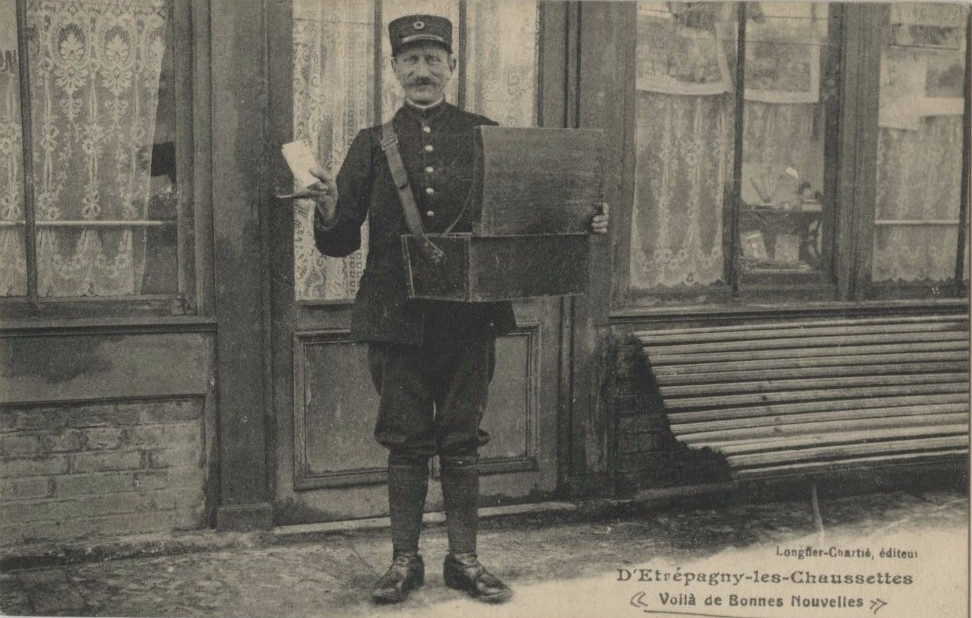
Étrépagny-les-Chaussettes.

Longfier-Chartié est un éditeur français de cartes postales qui a diffusé des cartes relatives à la commune d'Étrépagny (Eure).